# Vergulde Draeck (schip, 1653)

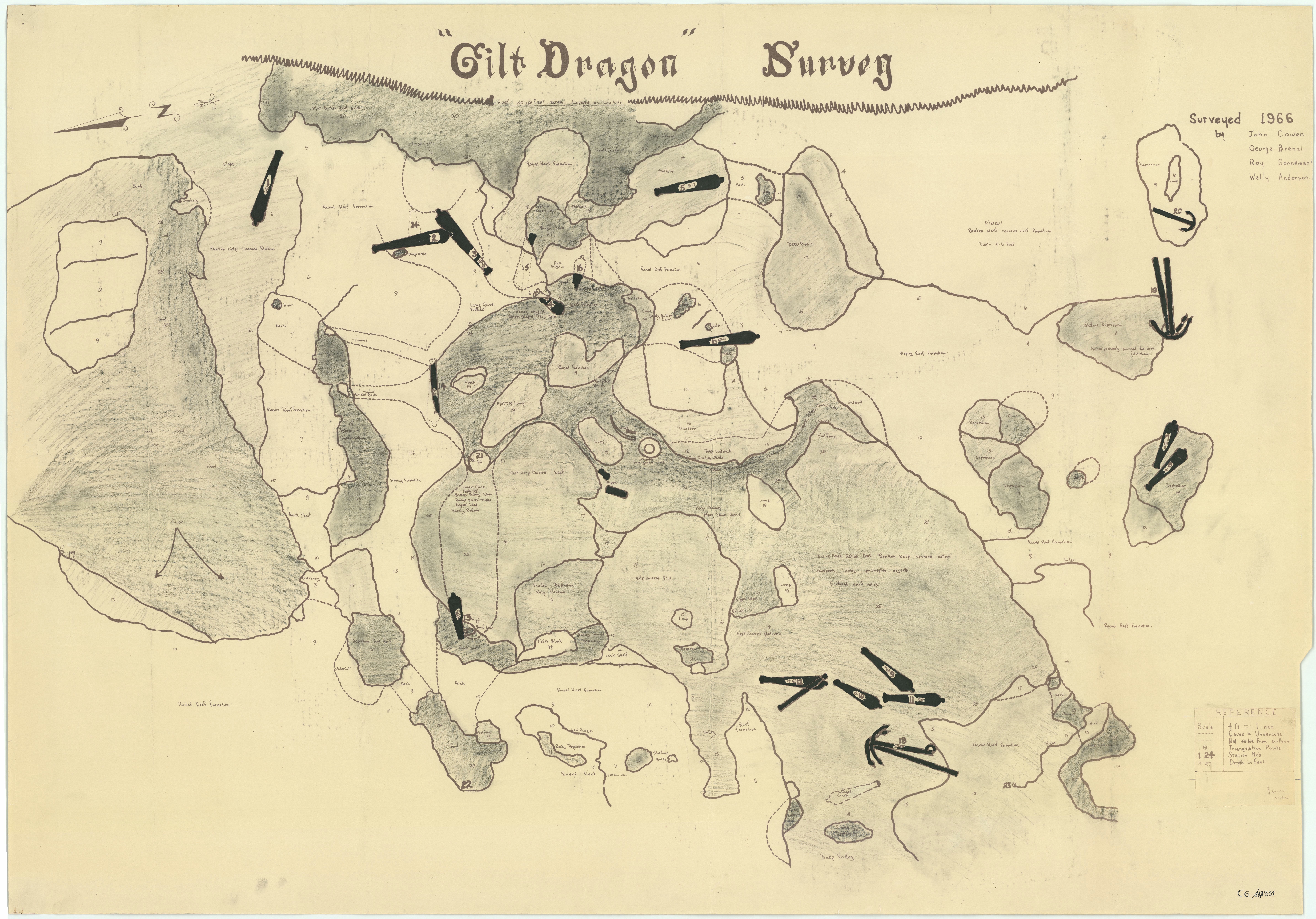
Resten van de Vergulde Draeck getekend in 1966.

Het VOC-schip de Vergulde Draeck was een jacht van de Amsterdamse VOC-Kamer dat op 28 april 1656 voor de westkust van Australië verging.
Op 4 oktober 1655 vertrok het schip onder leiding van Pieter Albertszoon uit Texel voor haar tweede reis op weg naar Oost-Indië, het huidige Indonesië. Het vervoerde, behalve passagiers en bemanning, handelsgoederen en zilveren munten ter waarde van 185.000 gulden. Op 9 maart 1656 werd de Kaap de Goede Hoop bereikt en vier dagen later werd koers gezet naar Batavia.
Het schip volgde de route via de Roaring Forties naar Australië om daar af te slaan naar Java, maar door een verkeerde berekening van de oosterlengte voer de Vergulde Draeck op 28 april 1656 op een rif, 1,5 mijl voor de westkust van Southland tussen Seabird en Ledge Point in West-Australië. Het rif scheurde de Vergulde Draeck open; 75 overlevenden wisten aan land te komen. Albertszoon stuurde zeven mannen naar Batavia in een kleine boot die gered was uit het wrak.
Albertszoon had besloten om achter te blijven en zijn tweede officier Abraham Leeman van Santwitz de reddingsoperatie te laten leiden. Deze bereikte inderdaad Batavia.
Tussen 1656 en 1658 werden reddingsacties erop uitgestuurd om het wrak en de overlevenden te zoeken. Hierbij raakten elf reddingswerkers vermist. Geen van de overlevenden werd ooit teruggevonden. In totaal vielen er 118 doden.
Abraham Leeman van Santwitz was bij de laatste zoektocht betrokken en werd toen ten onrechte ook als vermist beschouwd. Voor de tweede keer wist hij in een open boot van Australië naar Batavia terug te keren.
In april 1963 vonden vijf speervissers het wrak van de Vergulde Draeck nabij Ledge Point. Het was het eerste van de Nederlandse en Britse voor de kust van West-Australië vergane koopvaardijschepen dat teruggevonden werd.